# Elacomia elongatula
Elacomia elongatula là một loài bọ cánh cứng trong họ Cerambycidae.